# Max Charles
Max Joseph Charles (nacido el 18 de agosto de 2003) es un actor y fotógrafo estadounidense, más conocido por interpretar al joven Peter Parker en la saga del The Amazing Spider-Man, por prestar su voz a Sherman en la película de Mr. Peabody and Sherman y por ser la voz de Kion en The Lion Guard.

## Carrera
Charles apareció por primera vez en un episodio de la tercera temporada de la serie de HBO True Blood en 2010. Posteriormente, sus trabajos como estrella invitada incluye la serie de Fox Raising Hope, la serie de NBC Community, la serie de TV Land Hot in Cleveland, y la serie de Disney Channel, Jessie. Charles también ha tenido papeles en la película para televisión 2010 November Christmas y la película directo-a-DVD de 2011 Spooky Buddies.
A principios de 2012, Charles apareció en The Three Stooges como Peezer, un joven huérfano que se hace amigo de los tres personajes principales. Ese año, también apareció en las películas Least Among Saints y White Space. En julio de 2012, Charles interpreta a un joven Peter Parker en The Amazing Spider-Man, un papel cuya contrapartida en adulto es Andrew Garfield. En otoño de 2012, Charles será coprotagonista en la serie de comedia de ciencia ficción de ABC The Neighbors. Charles ha sido elegido como la voz del chico Sherman en Mr. Peabody & Sherman de DreamWorks Animation, Peabody & Sherman. Sr. Peabody será interpretado por el actor Ty Burrell. Está dirigido por el director del El Rey León Rob Minkoff, la película está ambientada a estrenarse en marzo de 2014.
Charles tiene tres hermanos. Max recibió su primera audición después de que un productor le preguntó a uno de sus hermanos para una audición para un papel, Charles le pidió a su madre si podía acompañar a su hermano, y fue contratado por su primer papel como actor. En Los Tres Chiflados, Charles se puede ver en una escena con los tres hermanos. Charles está representado por CESD y Evolution Entertainment.

## Filmografía

### Cine
| Año  | Título                                                | Personaje             | Notas                  |
| ---- | ----------------------------------------------------- | --------------------- | ---------------------- |
| 2011 | Spooky Buddies                                        | Joseph                | Película directo-a-DVD |
| 2012 | Los tres chiflados                                    | Peezer                |                        |
| 2012 | Least Among Saints                                    | Dylan                 |                        |
| 2012 | Unstable                                              |                       |                        |
| 2012 | White Space                                           | Joven Owen            |                        |
| 2012 | El Sorprendente Hombre Araña                          | Peter Parker (6 años) |                        |
| 2014 | Mr. Peabody and Sherman                               | Sherman               | Voz                    |
| 2014 | El Sorprendente Hombre Araña 2: La Amenaza de Electro | Peter Parker (6 años) |                        |

### Televisión
| Año         | Título                   | Personaje        | Notas                                  |
| ----------- | ------------------------ | ---------------- | -------------------------------------- |
| 2010        | True Blood               | Hunter           | Episodio: "Everything Is Broken"       |
| 2010        | Raising Hope             | Male student     | Episodio: "Blue Dots"                  |
| 2010        | November Christmas       | Gordon Marks     | Película de televisión                 |
| 2011        | My Life As an Experiment | Cooper           | Película de televisión                 |
| 2011        | Community                | Young Pierce     | Episodio: "Celebrity Pharmacology 212" |
| 2011        | Poker Queens             | Marcus           | Episodio: "Elka's Snowbird"            |
| 2011        | Jessie                   | Axel             | Episodio: "World Wide Web of Lies"     |
| 2012        | Scent of the Missing     | Charlie Johnson  | Película de televisión (posproducción) |
| 2012        | Lab Rats                 | Spin             | 3 episodios                            |
| 2012        | Down to Earth            | Max              | Película de televisión                 |
| 2015        | The Strain               | Zack Goodweather | Papel protagonista                     |
| 2015 - 2017 | Harvey Beaks             | Harvey Beaks     | Voz                                    |
| 2016 - 2019 | La Guardia del León      | Kion             | Voz                                    |